# Emilio Butragueño
Emilio Butragueño Santos (Madrid, 22 de julio de 1963) es un exfutbolista español, dos veces nombrado «Balón de Bronce» en 1986 y 1987 e incluido en la lista FIFA 100, junto a los considerados 123 mejores futbolistas de la historia, entre otras distinciones.
Durante su carrera futbolística, ocupó la demarcación de delantero y se formó en las categorías inferiores del Real Madrid Club de Fútbol, donde abanderó una exitosa generación de futbolistas conocida como «La Quinta del Buitre», en referencia a su apodo y es el cuarto goleador histórico del equipo filial con 40 tantos. Debutó con el primer equipo en 1984 y logró quince títulos en sus once temporadas como madridista antes de finalizar su carrera en activo en 1998 en las filas del Atlético Celaya de México. Es considerado como una de las mayores figuras tanto del club madrileño —donde es además uno de sus máximos goleadores históricos— como del fútbol español a lo largo del tiempo, habiendo conquistado 16 títulos oficiales y un subcampeonato de Eurocopa de selecciones nacionales.
Debido a sus goles, logros y trayectoria, fue incluido por la FIFA en el salón de la fama del fútbol en el año 2012.
Actualmente, y tras la vuelta de Florentino Pérez a la presidencia del club madrileño, se incorporó de nuevo a su área directiva en 2010 con el cargo de director de relaciones institucionales del club, y tras haber desempeñado labores de dirección deportiva y vicepresidencia en su primera etapa.
Es licenciado en ciencias económicas y empresariales y posee un máster en gestión de entidades deportivas.

## Trayectoria

### Inicios
Nació en Madrid el 22 de julio de 1963 y tan solo un día después de su nacimiento ya figuraba como socio del Real Madrid Club de Fútbol a instancias de su padre, aficionado y socio del club. En su infancia estudió en el desaparecido y prestigioso Colegio San Antón de Madrid. Posteriormente, al trasladarse su familia a otra zona de la capital, formó parte de los equipos de baloncesto y fútbol del Colegio Calasancio de Madrid de los Padres Escolapios, además de con el Real Club Deportivo Casariche Balompié.
El 13 de julio de 1980 formó parte del equipo vencedor del Torneo AS por lo que su padre le llevó a realizar una prueba para ingresar en las categorías inferiores del Real Madrid Club de Fútbol aunque no fue admitido en primera instancia. Debido a ello, recibió la llamada del Club Atlético de Madrid, equipo rival de los madridistas y en el que permaneció entrenando durante dos o tres días. Ante las dudas tanto suyas como de su padre de comprometerse con el club rival, intervino el dueño del restaurante El Tulipán —propiedad del padre de Juan Antonio de Felipe (no confundir con el delantero Juan Gómez, igualmente apodado Juanito), lateral del Castilla también proveniente del Calasancio—, que habló con Miguel Malbo, responsable de las divisiones inferiores, y consiguió que le realizaran una segunda prueba tras la que finalmente fue admitido. El informe realizado expresaba: «Técnicamente maneja bien las dos piernas, sobre todo la derecha. En el puesto de centrocampista ve el fútbol con una facilidad asombrosa.»

### Líder generacional del «Madrid de la Quinta del Buitre»
Debutó con el Castilla Club de Fútbol, equipo filial del Real Madrid Club de Fútbol, el 24 de abril de 1982 en el Estadio Santiago Bernabéu venciendo por 2–1 al Real Oviedo. En la temporada 1983-84 fue la de su asentamiento en un equipo en el que despuntaba una gran promoción de canteranos. De entre ellos destacaban especialmente cinco por encima del resto, Miguel Pardeza, Manuel Sanchís, Miguel González, Rafael Martín Vázquez y Butragueño, un onubense y cuatro madrileños. Con el paso del tiempo se la consideró como la mejor generación de canteranos que ha tenido el club tanto por su trayectoria y trascendencia como por sus éxitos deportivos.
Fue el periodista Julio César Iglesias quien daría nombre a la generación y primero por tanto en usar un apelativo por el que fueron recordados. Fue tras la publicación de un artículo suyo por el diario El País el 14 de noviembre de 1983 bajo el titular de «Amancio y la quinta de ‘El Buitre’» donde los jugadores y su equipo comenzaron a cobrar una especial repercusión en el fútbol español pese a su temprana madurez. En él, Iglesias hablaba de un grupo de cinco futbolistas que por entonces destacaban en el filial madridista, ensalzando un estilo de juego hasta entonces desconocido en España muy aplaudido entre la afición. El artículo y la generación estaban aún por ser recordados.
Entrenados por el gallego Amancio Amaro, exjugador histórico del primer equipo madridista, el equipo llegó a proclamarse campeón del Campeonato Nacional de Liga de Segunda División siendo el primer y único filial de la historia en conseguirlo. En ese momento el club llevaba tres años sin ganar el Campeonato de Liga —de Primera División— y existía un descontento en la afición, que en ocasiones provocó que los partidos del Castilla C. F. contaran con más asistentes al estadio que los del primer equipo. Butragueño, delantero centro del equipo, anotó un total de 21 goles en 21 partidos quedándose a dos del «pichichi» Julio Salinas del Bilbao Athletic, escapándosele el mérito ya que disputó esa misma temporada diez partidos en la máxima categoría de Liga con el primer equipo. Llegó a anotar tres más esa temporada con el filial correspondientes a la Copa del Rey, sumando un total de 40 en 79 apariciones en apenas tres temporadas.
Su debut esa misma campaña con el primer equipo —de la mano del entonces entrenador Alfredo Di Stéfano— se produjo el 5 de febrero de 1984, en el partido correspondiente a la jornada 22 en el estadio Ramón de Carranza frente al Cádiz Club de Fútbol. Salió desde el banquillo en el descanso sustituyendo a uno de sus coetáneos, Manolo Sanchís, cuando su equipo perdía por 2–0 para darle la vuelta al marcador marcando dos goles —uno de ellos el de la victoria— situando al equipo como líder del campeonato. Di Stéfano, su primer entrenador, lo definió con su peculiar estilo: «Este tipo tiene el gol en el cuerpo». Desde entonces fue un fijo en el equipo cerrando la campaña con seis goles en doce encuentros; 30 en 42 sumando las participaciones en las dos categorías y con la peculiaridad de ser el último de la quinta en debutar con el primer equipo.
Hubo que esperar hasta el 12 de diciembre para ver otra de sus grandes actuaciones y la que le corroboró como uno de los mejores futbolistas de la época con tan solo 21 años. Correspondiente a la octavos de final de la Copa UEFA frente al Royal Sporting Club Anderlecht, los madrileños afrontaban el partido de vuelta con un 3–0 desfavorable de la ida. Fue una de las recordadas remontadas que protagonizaba el equipo en las competiciones europeas, donde se superó el resultado adverso ganando por 6–1, siendo Butragueño el autor de tres goles. El equipo terminó por vencer aquella edición de la Copa UEFA siendo el séptimo título europeo del club desde que venciese su sexta Copa de Europa en 1966, competición que se le resistió al futbolista en su época en activo.
Cuatro de los cinco futbolistas de la quinta se encontraban no solo asentados en el primer equipo sino que con el paso de los años se convirtieron en los referentes del equipo de un relevo generacional en la que de nuevo Butragueño se convirtió en el referente. Sus actuaciones repercutieron a nivel mundial y fue galardonado con el Trofeo Bravo en 1985 y 1986 como mejor jugador europeo sub-23, y Balón de Bronce en 1986 y 1987 siendo el primer español en aparecer entre los finalistas del premio desde que lo hiciera Luis Suárez en 1965.
El jugador llevó al equipo a vencer cinco ligas de manera consecutiva, igualando la gesta de principios de los años sesenta del «Madrid de Di Stéfano», siendo ambos los mejores registros logrados por un club en la competición. Sus éxitos, extendidos a territorio europeo, solo se vieron truncados por la aparición de otro de los grandes equipos de la historia del fútbol y que rivalizó con el de Butragueño, el del «Milan de Sacchi». El conjunto italiano fue uno de los que le privó conseguir la Copa de Europa. Tras lograr dos Copas de la UEFA de manera consecutiva, disputó tres semifinales consecutivas de Copa de Europa: en 1987 fueron eliminados por el Fußball Club Bayern, en 1988 por el Philips Sport Vereniging en la recordada «noche negra de Eindhoven», y en 1989 contra la citada Milan Associazione Calcio —quien les eliminó de nuevo en la edición sucesiva—, sin poder lograr para el club la por entonces ansiada «séptima» Copa de Europa, que por otro lado levantó finalmente su compañero de quinta Sanchís nueve años después.
De gran carisma, se convirtió en el referente del fútbol español cuando le llegó su consagración definitiva a nivel mundial tras la disputa del Mundial de 1986 celebrado en México. Sus actuaciones fueron asociadas a una transformación en el fútbol español, primando una cierta estética que valoraba primordialmente los recursos técnicos frente al carácter pasional. Fruto de ello se recuerda su facilidad para encarar a la defensa rival, en especial con un peculiar regate conocido como el «amago neutro»: cuando totalmente inmóvil dentro del área y con el balón dormido a sus pies, sin que su cuerpo diera pistas de los movimientos a realizar hasta que con el defensor «hipnotizado», arrancaba de repente consiguiendo el espacio necesario para el disparo o la asistencia. Un estilo atípico en el fútbol español para un delantero, que buscaba más una asociación con sus compañeros que en definir la jugada en lo que era denominado como un «falso nueve» o segundo delantero. Junto a Hugo Sánchez formó una de las delanteras madridistas más recordadas.
En esta época y de nuevo frente al Cádiz C. F. en la edición de 1986-87 de la Copa del Rey dejó otra imagen para el recuerdo cuando se deshizo regateando de tres defensores antes de desbordar también al portero pegado a la línea de fondo y anotar el 6–1 definitivo para su equipo.
En total disputó doce temporadas con el Real Madrid Club de Fútbol entre 1984 y 1995, siendo relevado por otro canterano del club, Raúl González. Consiguió entre otros títulos, quince oficiales a nivel profesional: seis Campeonatos de Liga —cinco de ellas consecutivas de 1986 a 1990—, dos Copas de España —una de ellas del «doblete» de 1989—, una Copa de la Liga, cuatro Supercopas de España y dos Copas UEFA.

### Retiro profesional en México
Tras verse desbancado de la titularidad tanto en la selección española como en el club madrileño, puso rumbo a México para finalizar su carrera en el Atlético Celaya. Allí coincidió con dos de sus excompañeros en España, Hugo Sánchez y Míchel González. En su primera temporada llevó al equipo a disputar la primera final de su historia en el campeonato de liga de 1996 ante el Club Necaxa, no logrando el título por el valor de gol de visitante, cambiando a partir de ahí la regla. A ella le siguieron otras dos campañas donde no pudo repetir éxitos, aunque sin embargo fue y sigue siendo considerado en la actualidad como uno de los mejores jugadores de la historia del club donde era conocido como el «caballero de las canchas».
Su llegada supuso que el club fuese el más visto en televisión y en el que más número de seguidores consiguió desplazar a una cancha rival. El 5 de abril de 1998, disputó su último partido como profesional tras haber disputado más de 600 partidos y habiendo anotado 240 goles a nivel de clubes.
Tras su retiro deportivo siguió manteniendo fuertes lazos con el país azteca, siendo habitual su presencia en los medios locales para comentar grandes campeonatos de fútbol como en el año 2010, fecha en la que colaboró como analista deportivo para Televisión Azteca de la Copa Mundial de 2010 celebrada en Sudáfrica.

## Selección nacional

### Categoría absoluta
Con la selección española fue seleccionado en el año de su debut para participar en la Eurocopa de 1984 celebrada en Francia, aunque no llegó a jugar. En total marcó 26 goles en 69 partidos, ostentando así el título de máximo goleador durante muchos años, disputando los mundiales de México 1986, donde marcó cinco goles, e Italia 1990 y la Eurocopa de 1988. Debutó el 17 de octubre de 1984 marcando un gol frente a la selección galesa.
Uno de los hitos de su trayectoria futbolística fue la noche de Santiago de Querétaro en la que marcó 4 de los 5 goles de España a la entonces poderosa selección danesa, en la Copa Mundial de 1986, celebrada en México, y cuyo marcador final fue 5-1. La conocida como la «dinamita roja» danesa estaba formada entre otros por Soren Lerby, Michael Laudrup, Preben Elkjær Larsen, Morten Olsen y Jesper Olsen entre otros y eran considerados como los favoritos para lograr el título. Debido a ello y su actuación se consagró en el mundo futbolístico como uno de los mejores delanteros del mundo. El seleccionador argentino, que ganó posteriormente la final, al ser eliminada España al fallar Eloy Olaya un penalti contra la selección belga  manifestó a sus jugadores «Señores, han eliminado a España, no jugaremos contra Butragueño. Estamos en la final del Campeonato del Mundo». Su talento fue equiparado por el prestigioso diario deportivo italiano La Gazzetta dello Sport al de las figuras de la época:

"Butragueño cancella Platini e Maradona"

"Butragueño borra a Platini y Maradona" (siendo señalado como sucesor de ambos jugadores como gran estrella mundial) 
La Gazzetta dello Sport. 19 de junio de 1986.

## Dirección deportiva
Tras su retirada como futbolista en 1998, pasó a desempeñar entre 1999 y 2000, la función de asesor en el Consejo Superior de Deportes de España, antes de volver al club madrileño de la mano del vencedor de las elecciones de 2000, Florentino Pérez, como adjunto de la dirección deportiva. Tras cuatro años desempeñando el cargo, en 2004 pasó a ser nombrado uno de los vicepresidentes del club (vicepresidente deportivo), así como a hacerse cargo de la dirección deportiva hasta el año 2006.
Actualmente, tras la vuelta de Florentino Pérez a la presidencia en 2009, ocupa desde entonces el cargo de director de relaciones institucionales del club.

### Formación
Es licenciado en Ciencias Económicas y Empresariales. Cursó un Máster en Gestión de Entidades Deportivas por la Universidad de California en Los Ángeles (UCLA) y un Programa de Dirección General del IESE Business School, Universidad de Navarra.
Desde julio de 2009 es el director general de la Escuela de Estudios Universitarios Real Madrid-Universidad Europea de Madrid, primera Escuela de Estudios Universitarios especializada en el deporte y en su relación con la gestión, la salud, la comunicación y el ocio. También, en la actualidad, ejerce como representante del Real Madrid en instituciones internacionales.
Ha apoyado numerosas causas humanitarias y sociales, formando parte de comisiones del Senado sobre temas deportivos y siendo asesor del Secretario de Estado para el Deporte, donde coincidió con el entonces ministro popular Mariano Rajoy.

## Estilo
Su estilo de juego quedaba reflejado en su movimiento característico, el llamado «amago neutro». Totalmente inmóvil dentro del área y con el balón dormido a sus pies, no es que su cuerpo diera pistas falsas, es que no daba ninguna. Entonces con el defensor totalmente hipnotizado, arrancaba de repente consiguiendo el espacio necesario para el disparo o asistencia, aunque no fue tanto un goleador como un realizador de pases de gol a sus compañeros, destacando también por la creación de espacios a éstos llevando a los defensores tras de sí. Fruto de esa colaboración la pareja que formó con Hugo Sánchez obtuvo 208 goles en cinco temporadas.
Conocido en México como «El caballero de la cancha», siempre correcto tanto dentro como fuera de los terrenos de juego, jamás recibió una tarjeta roja en toda su carrera. En 1988 se lanzó al mercado un juego de ordenador con su nombre. En 1989 se editó en España un segundo videojuego bajo su nombre, que se trataba en realidad de la unión de dos videojuegos anteriores protagonizados por Gary Lineker.

## Estadísticas

### Clubes
Datos actualizados a fin de carrera deportiva.
| Club                             | Temporada     | Div.          | Liga  | Liga  | Liga   | Copas | Copas | Copas  | Internacional | Internacional | Internacional | Total | Total | Total  | Media goleadora |
| Club                             | Temporada     | Div.          | Part. | Goles | Asist. | Part. | Goles | Asist. | Part.         | Goles         | Asist.        | Part. | Goles | Asist. | Media goleadora |
| -------------------------------- | ------------- | ------------- | ----- | ----- | ------ | ----- | ----- | ------ | ------------- | ------------- | ------------- | ----- | ----- | ------ | --------------- |
| Real Madrid Aficionados · España | 1981-82       | 3.ª           | 29    | 6     | ?      | —     | —     | —      | Inaccesibles  | Inaccesibles  | —             | 29    | 6     | ?      | 0.21            |
| Castilla C. F. · España          | 1981-82       | 2.ª           | 6     | 3     | ?      | —     | —     | —      | —             | —             | —             | 6     | 3     | ?      | 0.50            |
| Castilla C. F. · España          | 1982-83       | 2.ª           | 38    | 13    | ?      | 7     | —     | —      | —             | —             | —             | 45    | 13    | ?      | 0.29            |
| Castilla C. F. · España          | 1983-84       | 2.ª           | 21    | 21    | ?      | 10    | 3     | —      | —             | —             | —             | 31    | 24    | ?      | 0.77            |
| Castilla C. F. · España          | Total club    | Total club    | 65    | 37    | —      | 17    | 3     | —      | 0             | 0             | —             | 82    | 40    | —      | 0.49            |
| Real Madrid C. F. · España       | 1983-84       | 1.ª           | 10    | 4     | —      | 2     | 2     | —      | —             | —             | —             | 12    | 6     | —      | 0.50            |
| Real Madrid C. F. · España       | 1984-85       | 1.ª           | 29    | 10    | 2      | 4     | —     | —      | 11            | 4             | 3             | 44    | 14    | 5      | 0.32            |
| Real Madrid C. F. · España       | 1985-86       | 1.ª           | 31    | 10    | 6      | 6     | 2     | —      | 12            | 2             | 4             | 49    | 14    | 10     | 0.29            |
| Real Madrid C. F. · España       | 1986-87       | 1.ª           | 35    | 11    | 9      | 3     | 3     | 1      | 7             | 5             | 2             | 45    | 19    | 12     | 0.42            |
| Real Madrid C. F. · España       | 1987-88       | 1.ª           | 32    | 12    | 12     | 3     | 1     | 1      | 8             | 2             | —             | 43    | 15    | 13     | 0.35            |
| Real Madrid C. F. · España       | 1988-89       | 1.ª           | 33    | 15    | 14     | 8     | 3     | 1      | 8             | 4             | 2             | 49    | 22    | 17     | 0.45            |
| Real Madrid C. F. · España       | 1989-90       | 1.ª           | 32    | 10    | 15     | 6     | 2     | —      | 2             | 2             | —             | 40    | 14    | 15     | 0.35            |
| Real Madrid C. F. · España       | 1990-91       | 1.ª           | 35    | 19    | 6      | 4     | 2     | 1      | 4             | 4             | 2             | 43    | 25    | 9      | 0.58            |
| Real Madrid C. F. · España       | 1991-92       | 1.ª           | 35    | 14    | 12     | 6     | 4     | —      | 9             | 1             | 1             | 50    | 19    | 13     | 0.38            |
| Real Madrid C. F. · España       | 1992-93       | 1.ª           | 34    | 9     | 14     | 3     | 1     | 1      | 6             | 1             | 1             | 43    | 11    | 16     | 0.26            |
| Real Madrid C. F. · España       | 1993-94       | 1.ª           | 27    | 8     | 4      | 2     | 1     | —      | 4             | 2             | —             | 33    | 11    | 4      | 0.33            |
| Real Madrid C. F. · España       | 1994-95       | 1.ª           | 8     | 1     | —      | —     | —     | —      | 4             | —             | 1             | 12    | 1     | 1      | 0.08            |
| Real Madrid C. F. · España       | Total club    | Total club    | 341   | 123   | -      | 47    | 21    | -      | 75            | 27            | -             | 463   | 171   | 115    | 0.37            |
| Atlético Celaya · México         | 1995-96       | 1.ª           | 34    | 17    | ?      | —     | —     | —      | —             | —             | —             | 34    | 17    | ?      | 0.50            |
| Atlético Celaya · México         | 1996-97       | 1.ª           | 26    | 2     | ?      | —     | —     | —      | —             | —             | —             | 26    | 2     | ?      | 0.07            |
| Atlético Celaya · México         | 1997-98       | 1.ª           | 31    | 10    | ?      | —     | —     | —      | —             | —             | —             | 31    | 10    | ?      | 0.32            |
| Atlético Celaya · México         | Total club    | Total club    | 91    | 29    | —      | 0     | 0     |        | 0             | 0             | —             | 91    | 29    | —      | 0.31            |
| Total carrera                    | Total carrera | Total carrera | 526   | 195   |        | 64    | 24    |        | 75            | 27            |               | 665   | 246   |        | 0.37            |
| 1. 2. 3. 4.                      |               |               |       |       |        |       |       |        |               |               |               |       |       |        |                 |

### Selecciones

#### Participaciones en fases finales
Participó en dos citas de la Eurocopa, si bien en la de 1984 no disputó ningún minuto, y en dos Copas Mundiales. En ellos consiguió anotar un total de seis goles en doce partidos.
| Competición            | Categoría       | Sede            | Resultado        | Partidos | Goles | Asist. |
| ---------------------- | --------------- | --------------- | ---------------- | -------- | ----- | ------ |
| Eurocopa 1984          | Absoluta        | Francia         | Subcampeón       | 0        | 0     | 0      |
| Copa del Mundo de 1986 | Absoluta        | México          | Cuartos de final | 5        | 5     | 1      |
| Eurocopa 1988          | Absoluta        | Alemania        | Primera fase     | 3        | 1     | 0      |
| Copa del Mundo de 1990 | Absoluta        | Italia          | Octavos de final | 4        | 0     | 0      |
| Total                  | 1 subcampeonato | 1 subcampeonato | 1 subcampeonato  | 12       | 6     |        |

## Palmarés

### Títulos nacionales
| Título             | Club              | Año  |
| ------------------ | ----------------- | ---- |
| Copa de la Liga    | Real Madrid C. F. | 1985 |
| Campeonato de Liga | Real Madrid C. F. | 1986 |
| Campeonato de Liga | Real Madrid C. F. | 1987 |
| Campeonato de Liga | Real Madrid C. F. | 1988 |
| Supercopa          | Real Madrid C. F. | 1988 |
| Campeonato de Liga | Real Madrid C. F. | 1989 |
| Copa               | Real Madrid C. F. | 1989 |
| Supercopa          | Real Madrid C. F. | 1989 |
| Campeonato de Liga | Real Madrid C. F. | 1990 |
| Supercopa          | Real Madrid C. F. | 1990 |
| Copa               | Real Madrid C. F. | 1993 |
| Supercopa          | Real Madrid C. F. | 1993 |
| Campeonato de Liga | Real Madrid C. F. | 1995 |

### Títulos internacionales
| Título              | Club              | Año  |
| ------------------- | ----------------- | ---- |
| Copa de la UEFA     | Real Madrid C. F. | 1985 |
| Copa de la UEFA     | Real Madrid C. F. | 1986 |
| Copa Iberoamericana | Real Madrid C. F. | 1994 |

### Distinciones individuales
| Distinción                                   | Año        |
| -------------------------------------------- | ---------- |
| Trofeo Bravo                                 | 1985, 1986 |
| Balón de Bronce                              | 1986, 1987 |
| Trofeo Pichichi                              | 1991       |
| Bota de Plata de la Copa del Mundo           | 1986       |
| Equipo de las Estrellas de la Copa del Mundo | 1986       |
| FIFA 100                                     | 2004       |
| Salón Fama FIFA                              | 2012       |

## Filmografía
- Reportaje Movistar+ (05/11/2012), «Fiebre Maldini: 'Emilio Butragueño'» en Plus.es